# Тимошкино (городской округ Красногорск)
Тимо́шкино — деревня в Московской области России. Входит в городской округ Красногорск. Население — 102 чел. (2010 год). 

## География
Деревня расположена на юго-западе округа, в 20 км от Москвы, по правому берегу реки Истры, высота центра над уровнем моря 178 м. 
Ближайшие населённые пункты — село Дмитровское в 2 км на юго-восток, посёлки Истра в 2 км на восток и Мечниково в 4 км на юго-восток, а также Ивановское в 2 км севернее, за автодорогой Балтия. С Красногорском деревня связана автобусным маршрутом № 34.
В деревне числятся девятнадцать улиц, четыре коттеджных поселка, гаражно-строительный кооператив и вблизи три садовых товарищества.

## История
С 1994 до 2004 года деревня входила в Петрово-Дальневский сельский округ Красногорского района, а с 2005 до 2017 года включалась в состав Ильинского сельского поселения Красногорского муниципального района.

## Население
| 2002 | 2006 | 2010 |
| ---- | ---- | ---- |
| 62   | →62  | ↗102 |

## Инфраструктура
- Магазин;
- Зоогостиница для кошек[10] ;
- Тимошкинское кладбище[11].